# Mimectatina variegata
Mimectatina variegata es una especie de escarabajo longicornio del género Mimectatina, tribu Desmiphorini, subfamilia Lamiinae. Fue descrita científicamente por Kusama & Takakuwa en 1984.
La especie se mantiene activa durante los meses de agosto, septiembre y octubre.

## Descripción
Mide 5,2-8,1 milímetros de longitud.

## Distribución
Se distribuye por Japón.